# Neolabrifer bravoae
Neolabrifer bravoae är en plattmaskart. Neolabrifer bravoae ingår i släktet Neolabrifer och familjen Lepocreadiidae. Inga underarter finns listade i Catalogue of Life.